# Jan Kwasiborski
Jan Kwasiborski (ur. 8 kwietnia 1953) – polski koszykarz, występujący na pozycji skrzydłowego, reprezentant Polski, medalista mistrzostw Polski, po zakończeniu kariery zawodniczej – trener koszykarski.
W 1978 uplasował się na piątej pozycji wśród najlepiej punktujących zawodników ligi, dwa lata później na siódmym, w 1981 na czwartym, a w 1982 i 1984 na ósmym.

## Osiągnięcia

### Zawodnicze
- Brązowy medalista mistrzostw Polski (1976)
- Zdobywca pucharu Polski (1975)
- Finalista pucharu Polski (1976, 1981)

### Reprezentacja
- Uczestnik:
  - turnieju przedolimpijskiego (1976)
  - mistrzostw Europy U–18 (1972 – 10. miejsce)

Trenerskie
- Awans do najwyższej klasy rozgrywkowej z Legią Warszawa (1987)